# The Local Band
The Local Band (с англ. — «Местная группа») — это финская хард-рок-супергруппа, образованная в 2013 году.

## История
Группа начала свою деятельность, когда Алекси Лайхо из Children of Bodom и Юсси 69 из The 69 Eyes выразили желание сыграть вместе некоторые из своих любимых песен. Сразу после этого стало очевидно, что им понадобится харизматичный певец, способный исполнить все классические суперхиты хард-рока, от «Jump» Ван Халена до «Girls, Girls, Girls» от Motley Crue. Юсси решил отправить сообщение Олли Херману из Reckless Love.
Естественно, я сразу же обрадовался и все время повторял: «Да — ДА!» снова и снова, слушая, как Юсси рассказывает мне об этой идее. Ничто не могло удержать меня от участия после того, как я услышал, что мы будем исполнять только убойные песни всех величайших хейр-металлических групп 80-х. Я не мог в это поверить. Все мои любимые! Я был в восторге.Олли Херман, 
В дальнейшем состав группы пополнил Арчи Круз из Santa Cruz.
Как говорит Арчи:
Когда мне позвонил Юсси, моя челюсть чуть не упала на пол. Я наблюдал за этими парнями, этими огромными рок-звездами с тех пор, как был ребенком, и никогда за миллион лет не думал, что буду в таком же положении. Играть с ними, когда я репетировал риффы Children of Bodom в своей спальне или смотрел шоу 69 Eyes в детстве. Тот факт, что мы играем почти все мои любимые песни, делает это еще круче. Быть частью The Local Band - моя мечта сбылась, и участие в этом было одним из самых крутых моментов в моей жизни.Арчи Круз

## Концертная деятельность
Группа получила название «The Local Band» и отыграла свой первый концерт в декабре 2013 года в клубе Tavastia в Хельсинки, билеты на который были полностью распроданы. Затем группа выступила на фестивале Ruisrock в Турку в июле 2014 года. Изначально группа намеревалась выступать только раз в год.
В августе 2015 года The Local Band снова выступили в клубе Tavastia, после чего впервые выступили в Японии на фестивале Loud Park в октябре. В декабре того же года группа выпустила EP из семи кавер-версий под названием Locals Only — Dark Edition. Релиз занял 20-е место в финском чарте альбомов, а трек «Sunglasses at Night» также был выпущен как сингл.
В августе 2016 года The Local Band сыграли в клубе «Nosturi» в Хельсинки, а в сентябре последовал WaterXfest в Ювяскюля.
В марте 2018 года, группа отправилась в трехдневный тур по Финляндии, во время которого Сэми Эльбанна из Lost Society заменил Арчи Круза. В июне того же года The Local Band гастролировали по Японии и выступили на разогреве у Hollywood Vampires в Хельсинки. После этого группа объявила, что Эльбанна заменил Арчи Круз.
29 ноября 2019 года, группа отыграла последний концерт в клубе «The Circus» в Хельсинки.

## Состав группы
Текущие участники
- Юсси 69 (фин. Jussi Heikki Tapio Vuori) — ударные (2013—2020)
- Олли Херман (фин. Olli Herman Kosunen) — вокал (2013—2020)
- Сэми Эльбанна (фин. Samy Elbanna) — бас, вокал (2018—2020)
- Алекси Лайхо (фин. Alexi Laiho) — гитара, вокал (2013—2020, умер в 2020 г.)

Бывшие участники
- Арчи Круз (фин. Archie Cruz) — бас, вокал (2013—2018)

## Дискография
- Locals Only — Dark Edition (2016)